# ديويت بريستول بريس
ديويت بريستول بريس (بالإنجليزية: DeWitt Bristol Brace)‏ هو أستاذ جامعي وفيزيائي أمريكي، ولد في 5 يناير 1859 في نيويورك في الولايات المتحدة، وتوفي في 2 أكتوبر 1905 في لنكن في الولايات المتحدة.